# Aniulus vestigialis
Aniulus vestigialis är en mångfotingart som beskrevs av Loomis 1959. Aniulus vestigialis ingår i släktet Aniulus och familjen Parajulidae. Inga underarter finns listade i Catalogue of Life.